# سترونج هولد (سلسلة)
سترونغهولد هي سلسلة من الألعاب الاستراتيجية في الوقت الحقيقي التي طورتها Firefly Studios وتدور أحداثها في العصور الوسطى. السلسلة مشهورة عربيا بأسم صلاح الدين.

## إصدارات السلسلة
| أسم اللعبة                    | تاريخ الاصدار | المنصات           | ملاحظات |
| ----------------------------- | ------------- | ----------------- | --- |
| سترونغ هولد (لعبة فيديو 2001) | 2001          | مايكروسوفت ويندوز | اللعبة تجري في العصور الوسطى في بريطانيا حوالي من 1066 |
| سترونج هولد: كروسيدر          | 2002          | ويندوز            | توثق الحملات الصليبية: الأولى، والثانية، والثالثة، وكذلك الصراعات داخل الدول الصليبية. وتتضمن عدة معارك مثل: حصار نيقية، ومعركة هيراكليا، وحصار أنطاكية، وقلعة الحصن، وحصار القدس (1099) |
| سترونج هولد 2                 | 2005          | ويندوز            | |
| معقل الأساطير                 | 2006          | ويندوز            | |
| Stronghold Crusader Extreme   | 2008          | ويندوز            | نسخه مطوره من سترونج هولد: كروسيدر |
| سترونج هولد 3                 | 2011          | ويندوز            | |
| Stronghold Kingdoms           | 2012          | ويندوز            | لعبة مجانية متعددة اللاعبين على الانترنت. |
| Stronghold Crusader II        | 2014          | ويندوز            | هي جزء تكميلي لعنوان سترونج هولد: كروسيدر الصادر في 2002. |
| سترونج هولد: أمراء الحرب      | 2021          | ويندوز            | تتيح اللعبة اللعب بأحد الفرق التالية: قوات إمبراطورية الصين وجيوش شوغونية توكوغا وقوات محاربي المغول وجيوش قبائل فيتنام                                                                  |